# Viking (namn)
Viking, också skrivet Wiking är ett namn av fornnordiskt ursprung som används som förnamn för män och som efternamn. Viking har i Sverige använts i två skilda perioder: dels på vikingatiden, dels från 1800‑talet och framåt på grund av nordiska namnrenässansen. Det var ursprungligen ett tillnamn.  "Viking" som personnamn var inte vanligt under forntiden, men förekommer på bland annat Södermanlands runinskrifter 54 (rest av "Vikings söner"), Kälvestenen och Smålands runinskrifter 11. I fornaldrasagan Þorsteins saga Víkingssonar förekommer hjältefiguren Vikingr Vífilsson, ett barnbarn till Loge och farfar till Fritjof den djärve. Även i Landnamsboken förekommer en referens till en son av en ”Viking”. "Viking" förekommer även som tillnamn, som på Tyke Vikings sten eller Landnamsbokens "Havtor viking", men dessa syftar troligen till personen som en faktisk viking. Namnet har inte heller varit bland de vanligaste efter att det återupptagits i modern tid. Offentlig statistik tillgänglig i juni 2018 ger följande upplysningar: Personnamet anses dock ha gett upphov till ortsnamnen Vikingstad.
- Som förnamn: Viking 4313, Wiking 444, totalt 4757 män
- Därav som tilltalsnamn (första förnamn): Viking 528, Wiking 77, totalt 605 män
- Som efternamn: Viking 360, Wiking 494, totalt 854 personer

På Island används formen Víkingur
I den finlandssvenska namnsdagslängden har Viking namnsdag 19 oktober sedan 1950. Före det hade Viking namnsdag 26 maj 1929–1949.

## Män med förnamnet Viking  eller Wiking
- Viking Björk (1918–2009), professor i thoraxkirurgi
- Viking Cronholm (1874–1961), kampsportspionjär
- Viking Dahl (1895–1945), tonsättare
- Viking Eggeling (1880–1925), konstnär och filmare
- Matti Wiking Leino (född 1976), agronom och genetiker
- Viking Nyström (1925–2006), biolog
- Viking Palm (1923–2009), brottare
- Viking Ringheim (1880–1954), dansk skådespelare
- Viking Sundström (1939–2023), finländsk jurist och kommundirektör
- Wiking Svensson (1915–1979), konstnär
- Viking Tamm (1896–1975), militär
- Víkingur Ólafsson (född 1984), isländsk pianist

## Personer med efternamnet Wiking
- Albert Wiking (född 1956), fotograf och formgivare
- Anders Fredrik Wiking (1855–1923), ingenjör
- Bo Sture Wiking (1906–1983), präst och kyrkohistoriker
- Johan Wiking  (född 1964), skulptör
- Mats Wiking (född 1961), politiker, socialdemokrat
- Philippa Wiking (1920–2010), översättare, bibliotekarie och missionär
- Sigrid Wiking-Olsson (1893–1975), skidåkare och backhoppare
- Sven Wiking (1899–1981), psykiater
- Tommy Wiking (född 1968), idrottsledare